# Proteïna transportadora de membrana
Una proteïna transportadora de membrana (o simplement transportador de membrana, de l'anglès membrane transporter) és una proteïna de membrana implicada en el moviment dels ions, molècules petites, i macromolècules, i altres proteïnes, a través d'una membrana biològica. Aquestes proteïnes transportadores són proteïnes integrades en les membranes; és a dir, lligades permanentment en la membrana a través de la qual transporten substàncies. Les proteïnes poden ajudar en el moviment de substàncies mitjançant una difusió facilitada o un transport actiu.

## Tipus
Els transportadors de membrana representen un grup divers de proteïnes de diferents tipus: canals, [trans]portadors (carriers), bombes, translocadors de grups i portadors de flux d'electrons que determinen les composicions moleculars i els estats energètics de les cèl·lules.

### Canals

De difusió facilitada, formen porus hidrofílics que travessen la membrana.
Quan s'obren permeten que soluts (per ex. ions) puguin travessar les membranes, a través d'ells. Els canals discriminen principalment en funció de la mida i la càrrega elèctrica.

### [Trans]portadors

De difusió facilitada, s'uneixen al solut (per ex. sucres simples) que serà transportat i canvien la conformació (la forma del portador) per moure el solut d'una banda a l'altra de la membrana. Els portadors poden unir-se a un o més soluts.

### Bombes

Un tipus de bomba, la bomba sodi-potassi

De transport actiu, estan acoblades a una font d'energia metabòlica (per ex. la hidròlisi de l'ATP). Un sistema de transport actiu pot bombar soluts d'una regió de baixa concentració a una d'alta concentració (moviment contra gradient).